# Enner Valencia
Enner Remberto Valencia Lastra (n. 4 noiembrie 1989) este un fotbalist ecuadorian care joacă pe postul de atacant la clubul Fenerbahçe SK și la echipa națională de fotbal a Ecuadorului.
El a reprezentat națiunea la Cupa Mondială de FIFA 2014 și la Copa América din 2015 și este cel mai bun marcator al lor cu Agustin Delgado în turneele Cupei Mondiale cu 3 goluri. Valencia este cel de-al doilea marcator al Ecuadorului din toate timpurile cu 27 de goluri.

## Goluri internaționale
| #  | Data             | Stadion                                             | Oponent   | Scor | Rezultat | Competiția                         |
| -- | ---------------- | --------------------------------------------------- | --------- | ---- | -------- | ---------------------------------- |
| 1. | 19 November 2013 | BBVA Compass Stadium, Houston, Texas, SUA           | Honduras  | 2–2  | 2–2      | Meci amical                        |
| 2. | 5 March 2014     | The Den, London, Anglia                             | Australia | 3–3  | 3–4      | Meci amical                        |
| 3. | 31 May 2014      | AT&T Stadium, Arlington, Texas, United States       | Mexic     | 3–1  | 3–1      | Meci amical                        |
| 4. | 4 June 2014      | Sun Life Stadium, Miami, Florida, SUA               | Anglia    | 1–0  | 2–2      | Meci amical                        |
| 5. | 15 June 2014     | Estádio Nacional Mané Garrincha, Brasilia, Brazilia | Elveția   | 1–0  | 1–2      | Campionatul Mondial de Fotbal 2014 |
| 6. | 20 June 2014     | Arena da Baixada, Curitiba, Brazilia                | Honduras  | 1–1  | 2–1      | Campionatul Mondial de Fotbal 2014 |
| 7. | 20 June 2014     | Arena da Baixada, Curitiba, Brazilia                | Honduras  | 2–1  | 2–1      | Campionatul Mondial de Fotbal 2014 |

## Palmares

### Club
CS Emelec
- Serie A: 2013

### Individual
- Golgheter în Copa Sudamericana: 2013
- Golgheter în Liga MX: 2014 Clausura